# War of the Worlds: Goliath
War of the Worlds: Goliath (tradução livre: A Guerra dos Mundos: Golias) é um filme animado de guerra e ficção científica da Malásia, dirigido por Joe Pearson, lançado em 15 de novembro de 2012. O filme é uma continuação do romance A Guerra dos Mundos, escrito por H.G. Wells em 1898.

## Enredo
O filme se passa em uma realidade alternativa da Terra. Em 1899, marcianos lançaram um ataque não provocado às principais nações do mundo. Em Leeds, na Inglaterra, Eric Wells, de dez anos, assiste horrorizado a um tripod marciano devastando sua cidade e depois matando seus pais. Mas antes que possa matá-lo, a máquina alienígena repentinamente tomba e se espatifa no chão. Mais de 140 milhões de pessoas foram mortas na invasão, e várias das grandes cidades do mundo foram destruídas até que os marcianos foram mortos pelas bactérias da Terra, contra as quais não tinham defesa.
Quinze anos depois, em Nova Iorque, em 1914, o mundo passou por mudanças e desenvolvimento radicais. Tornou-se um mundo estilo dieselpunk / steampunk, com a Terra a beira de uma grande guerra quando a frágil aliança das nações europeias começa a se despedaçar. Eric Wells, agora adulto, é o capitão de um esquadrão tripod da organização ARES (Esquadrões da Resistência Aliada Terrestre), ao lado da tenente americana Jennifer Carter, do cabo irlandês Patrick O'Brien, do sargento canadense Abraham Douglas e do tenente malaio Raja Iskandar Shah. A ARES é comandada pelo estrito general russo Sergei Kushnirov (que perdeu sua família no ataque em São Petersburgo, restando apenas seu filho Dimitri), o Secretário da Guerra Theodore Roosevelt (que abandonou um segundo mandato como Presidente dos Estados Unidos) e o Professor Nikola Tesla, um enigmático cientista sérvio que fez engenharia reversa da tecnologia marciana, permitindo a construção dos veículos da ARES.
Eric recebe o primeiro de um novo tipo de tripod de batalha da classe Aquiles movido a vapor (20 metros de altura, armado com metralhadoras pesadas e seis foguetes leves, um raio de calor e um canhão de 88 milímetros), o qual apelidou como "Golias".
Enquanto sua equipe se prepara para enfrentar outro grupo de tripods em um jogo de guerra simulado contra o capitão japonês Sakai, a aliança ARES é ameaçada pelo início da Grande Guerra, quando o arquiduque Franz Ferdinand é assassinado em Sarajevo. Os membros da ARES são todos chamados de volta aos seus respectivos países em preparação para a guerra que se aproxima, mas Eric, indignado com a estupidez dos políticos e líderes humanos, convence todos a ficar e se preparar para uma possível invasão marciana que se aproxima.
Essa se mostra uma boa decisão, pois um novo ataque marciano, ainda mais implacável, começa, usando tripods mais avançados, com 30 metros de altura, raios de calor mais poderosos, e agora imunes às bactérias da Terra. Os marcianos primeiro atacam o local da simulação e dizimam muitas das forças da ARES antes de serem destruídos por Eric e sua equipe. No entanto, de acordo com o general Kurshnirov no interrogatório, esse foi apenas um ataque de sondagem para checar o potencial de combate das forças terráqueas.
Os marcianos desembarcaram em vários países e a ARES é enviada para repelir a invasão. O general arma uma emboscada e, sabendo que três tripods foram pegos, envia a equipe de Eric para caçá-los. Eric e sua equipe destroem dois dos tripods com a ajuda da milícia, mas apenas a tripulação de Eric e Wilson, um membro da milícia, sobrevivem ao encontro. Wilson leva Eric a uma fábrica que os marcianos estão usando como base. Eles descobrem que os marcianos estão capturando e colhendo humanos e construindo armas maiores para a invasão. Os prisioneiros são resgatados e a fábrica é destruída. A Leviathan, a aeronave de guerra da ARES, chega para evacuar a equipe.
O general Kurshnirov informa a Eric que os ataques foram uma distração para retirar as forças da ARES de Nova Iorque, permitindo que os alienígenas atacassem o centro de comando desprotegido. A cidade é invadida, com Roosevelt tentando defender a base. Os marcianos, prestes a invadirem, são impedidos pela chegada da Leviathan e da Agemmon. Juntos, eles destroem todos os marcianos na cidade.
Enquanto comemoravam sua vitória, uma grande espaçonave emerge das águas perto da Ilha da Liberdade, devastando a base com seus raios de calor. Ambas as aeronaves concentram seus ataques na espaçonave marciana. A Agemmon é destruída por um raio. A Leviathan voa baixo para evitar ser atingida enquanto tenta se aproximar. Um edifício destruído cai sobre a ponte da Leviathan, fazendo-a se espatifar contra os prédios em volta. O acidente faz com que Dimitri caia da ponte, mas ele consegue se agarrar ao casco. Kurshnirov tenta salvar seu filho, mas ele decide se sacrificar para que seu pai recupere o controle do veículo, dizendo que o ama antes de cair. O General recupera o controle e põe a Leviathan em rota de colisão com a nave marciana, terminando a invasão.
Roosevelt reúne os sobreviventes para reconstruir a Terra e levar a guerra para Marte.

## Novelização
A Retro Rocket Press, um selo da editora digital KHP Publishers, Inc., publicou uma novelização oficial do autor de ficção científica Adam J. Whitlatch em 28 de outubro de 2014. O romance deixou de ser impresso com o fechamento da KHP no final de 2015.
A novelização foi republicada pela Latchkey Press em 31 de julho de 2018, marcando a primeira publicação do romance em brochura.